# IL36RN
IL36RN (англ. Interleukin 36 receptor antagonist) – білок, який кодується однойменним геном, розташованим у людей на короткому плечі 2-ї хромосоми.  Довжина поліпептидного ланцюга білка становить 155 амінокислот, а молекулярна маса — 16 962.
| 10         |  | 20         |  | 30         |  | 40         |  | 50         |
| ---------- |  | ---------- |  | ---------- |  | ---------- |  | ---------- |
| MVLSGALCFR |  | MKDSALKVLY |  | LHNNQLLAGG |  | LHAGKVIKGE |  | EISVVPNRWL |
| DASLSPVILG |  | VQGGSQCLSC |  | GVGQEPTLTL |  | EPVNIMELYL |  | GAKESKSFTF |
| YRRDMGLTSS |  | FESAAYPGWF |  | LCTVPEADQP |  | VRLTQLPENG |  | GWNAPITDFY |
| FQQCD      |  |            |  |            |  |            |  |            |

A: Аланін

C: Цистеїн

D: Аспарагінова кислота

E: Глутамінова кислота

F: Фенілаланін

G: Гліцин

H: Гістидин

I: Ізолейцин

K: Лізин

L: Лейцин

M: Метіонін

N: Аспарагін

P: Пролін

Q: Глутамін

R: Аргінін

S: Серин

T: Треонін

V: Валін

W: Триптофан

Кодований геном білок за функцією належить до цитокінів. 
Задіяний у таких біологічних процесах як імунітет, вроджений імунітет, поліморфізм. 
Секретований назовні.